# Kervignac
Kervignac (bret. Kervignag) – miejscowość i gmina we Francji, w regionie Bretania, w departamencie Morbihan.
Według danych na rok 1990 gminę zamieszkiwało 3681 osób, a gęstość zaludnienia wynosiła 93 osoby/km² (wśród 1269 gmin Bretanii Kervignac plasuje się na 130. miejscu pod względem liczby ludności, natomiast pod względem powierzchni na miejscu 152.).